# Боеве при Кубадинската позиция
Боевете при Кубадинската позиция са поредица от въоръжени сблъсъци между Централните сили и Антантата за контрол върху Добруджа през есента на 1916 г., по време на Първата световна война.
След първата безуспешна атака на укрепената линия Расово – Кубадин – Тузла (18 – 19 септември), в началото на октомври българската Трета армия отразява контраофанзивата на съюзените румънски, руски и сръбски войски. Втората атака (19 – 21 октомври) завършва с пробив на съглашенската отбрана и овладяване на черноморското пристанище Кюстенджа и дунавското предмостие Черна вода от българите.

## Първо сражение
След пораженията при Тутракан и Добрич в началото на септември руско-румънските войски начело с генерал Андрей Зайончковски се оттеглят на предварително подготвената тройна отбранителна линия Расово – Кубадин – Тузла. На тези позиции фланговете им са защитени от Дунав и Черно море, а контролът върху предмостието Черна вода и пристанището Кюстенджа позволява постоянен приток на резерви и боеприпаси.
От своя страна победоносната дотогава Трета българска армия е изтощена от бързите преходи и понесените загуби и по тази причина не успява да попречи на противника да се укрепи на Кубадинската позиция. Атаката е отложена до 18 септември. На този ден частите от 1-ва, 4-та и 6-а и Първа конна дивизия щурмуват и превземат укрепленията край Кокарджа, чифлика Али Сусус бей и част от височините пред Кубадин, но изразходват почти всичките си снаряди, без да разрушат съглашенските укрепления. На 19 септември съглашенското командване предприема контраатака с превъзхождащи сили и принуждава българите да се оттеглят на изходните си позиции.
След като на 21 септември Конната дивизия и Добричките войски отблъскват румънските атаки при Мустафа ачи, Трета армия преминава трайно към отбрана, за да попълни загубите си. В следващите дни тя е значително усилена с българска и османска (VI корпус) пехота и германска тежка артилерия. Към добруджанския фронт е пренасочена германската 217-а дивизия, предвидена първоначално за отбраната на Битоля срещу съглашенците.

## Второ сражение
Планът на командващия III армия ген. Стефан Тошев е да се нанесе главният удар при позицията Кубадин, представяща по-големи удобства за настъпление на пехотата. Като резултат успехът в това направление ще разкъса единната отбранителна система на две и като заплашва двете крила на неприятелската армия, да ги накара да отстъпят по целия фронт на укрепената линия. Командващият Дунавски фронт фелдмаршал Аугуст фон Макензен не приема този оперативен план. Той възлага основният удар да се нанесе от 217 германска дивизия в участъка Топрахисар (Топхисар) – Узунлар, като се проведе по няколко паралелни дола. Доброто обстрелване на този крайморски район от противника показва в бъдещите атаки на 19, 20 и 21 октомври неуспеха на германската дивизия и доказва неудачността на този план.
По плана на фелдмаршал Макензен се формират 2 настъпателни групи:
- Западна настъпателна група в района от Дунав на юг под командването на ген. Тошев и
- Източна настъпателна група под командването на ген. Тодор Кантарджиев на юг от жп линията Черна вода – Кюстенджа до Черно море.

Формирането на настъпателните воински части, съгласно плана Макензен, е наложило разместване на цели полкове по фронта пред очите на противника, но руско-румънското командване не се е възползвало от това. Неустановеният фронт за българската страна и това паралелно движение на нейните военни формирования близко до фронтовата линия, e могло да доведе до безредие и огромни загуби сред българската страна, ако противникът проведе активни бойни действия в този момент. Но тяхното командване проявява пълно бездействие и демонстрация на превъзходство, както поради фронтовата позиция, така и поради наличието на значително превъзхождащата по численост армия.
Щабът на Макензен е разпоредил със заповед на 16 октомври действията на подчинения му Дунавски фронт:
| „ | 1. Атаката на неприятелската позиция ще се произведе на 19 того сутринта; 2. Артилерийската престрелка от 6 ч. 30 м. до 8 ч. пр. пл. Стрелбата на поражение ще почне от 8 ч. нататък. Настъплението на пехотата ще стане, докато трае артилерийския огън, като по възможност се приближи до толкова, че с една прибежка да може да достигне неприятелската позиция... 5. Целта на настъпването през първия ден требва да бъде: за Западната група – заемането на неприятелските позиции, по лежащите пред 1-ва Софийска дивизия височини и отнемането на неприятелската артилерия по тех; за Източната група – завладеването най-малко на главната позиция и на неприятелската артилерия... | “ |

Началниците на настъпателните групи са издали свои заповеди, конкретизиращи точно военните подразделения, хода на атаката и крайната цел.

### Противостоящи войски
Пред решителното сражение за превземане на неприятелската укрепена линия Расово-Кубадин-Тузла, противостоящите армии разполагат със следните сили:
- 3-та българска армия и съюзни войски – 87 дружини и 28 конни ескадрона:
- Руско-румънско-сърбо-хърватски войски – 132 дружини и 40 конни ескадрона.

#### Български и съюзни войски
Състав
- Софийска дивизия в състав 1-ви Софийски, 6-и Търновски, 16-и Ловчански, 25-и Драгомански, 41-ви и 42-ри полкове, общо 22 дружини
- 4-та Преславска дивизия в състав 7-и Преславски, 8-и Приморски, 19-и Шуменски, 31-ви Варненски, 47-и и 48-и пехотни полкове, общо 22 дружини
- Сборна дивизия в състав 35-и Врачански полк, 36-и Козлодуйски полк, 53-ти пехотен, 4-ти, 6-и и 11-и маршиви полкове, общо 21 дружини
- Първа конна дивизия в състав 7 конни полка, общо 28 ескадрона
- Турски корпус в състав 74-ти, 75-и, 59-и, 45-и, 52-ри и 38-и низамски полкове, общ 18 дружини
- Германска бригада „Боде“ в състав 45-и полк и 1 опълченска дружина, общо 4 дружини
- 217-а германска дивизия (в очакване да се присъедини преди датата за настъплението) в състав от 9 дружини

Разположение
- Западна настъпателна група[5]

1-ва Софийска дивизия в състав 1-ви, 6-и, 25-и, 41-ви, 42-ри полкове с придадените им кавалерия, артилерия, минохвъргачен батальон, под командването на полковник Недялков;
6-и турски корпус, дружина от 48-и полк и 3 батареи под командването на генерал Хилми паша;
4-та Преславска дивизия, 7-и Преславски полк, 19-и Шуменски полк, 4-ти маршев и 48-и полкове, с командир генерал-майор Киселов;
47-и пехотен полк без картечна рота – да се разположи при с. Кюселер и да остане на разположение на началника на групата.
- Източна настъпателна група

Усилената Първа конна дивизия с командир генерал-майор Колев и германската бригада „Боде“ с командир полковник Боде;
217-а германска дивизия с тежка артилерия под командването на генерал-майор Либескинд;
Сборната дивизия с командир генерал-майор Топалов; тя е левият фланг на Източната настъпателна група и трябва да съгласува действията си с десния фланг – 4-та Преславска дивизия от Западната настъпателна група.

#### Румънски и съюзни войски
Състав
- Руски корпус в състав 61-ва, 115-а дивизии и 3-та стрелкова дивизия, общо 48 дружини
- Сборна сръбско-хърватска дивизия, общо 13 дружини
- Румънски корпус в състав 2-ра, 5-а, 9-а, 12-а, 19-а дивизии, общо 71 дружини
- Руска кавалерия в състав 3-та конна дивизия и Черноморски полк, общо 32 ескадрона
- Румънска кавалерия в състав Каларашка бригада, общо 8 ескадрона

Разположение
- В участъка от Дунав – Чифлик Сосус Али бей са разположени 2 румънски дивизии;
- В участъка Чифлик Сосус Али бей до Кубадин включително е разположена 115-а руска дивизия;
- В участъка от с. Софулар до с. Едилкьой е разположена 61-ва руска дивизия;
- В участъка от с. Едилкьой по височините е разположена сборната Сръбско-хърватска дивизия;
- В участъка от височините южно от с. Муритано до морето са разположени 19-а и 9-а румънски дивизии с 1 Каларашка бригада;
- Край с. Мулчьова е разположена в резерв 5-а румънска бригада;
- Руската конна дивизия е съсредоточена на втора линия при с. Мурфатлар.

### Ход на сражението

#### 19 октомври
Бой при западната група
През първия ден съгласно заповедта на командващия българската артилерия открива унищожителен барабанен огън по противниковите позиции. Към 10 часа след артилерийската подготовка Софийската дивизия успява да достигне до 600 – 700 крачки от предната позиция на противника при негов много силен отпор. Турският корпус проявява по-слаба активност и напредва от 500 – 1000 крачки до 2 километра от своите позиции. Причината е в слабата работа на артилерията, поради недостиг на снаряди. IV Преславска дивизия до вечерта заема зададената линия, въпреки че предварително 36-и Козлодуйски п. п. е заел позиции, изместен на изток, и интервалът между двете формирования е довело до изоставане и е затруднило защита на фланга на преславци.
Бой при източната група
В изпълнение на оперативната заповед усилената Конна дивизия тръгва към 9 часа и към 9 часа и 30 минути успява да заеме предните противникови позиции. Устремната атака е спряна от силната съпротива на противника, който е предприел контраатака и интервала непокрит от фланговете на Бригадата Боде и Конната дивизия. Това спешно налага изпращането на две дружини, за да се спре разгръщането и пробив на противника и заставането му в тила на българската войска.
Бригадата Боде е напреднала едва 800 крачки, а 217 германска дивизия е посрещната с ураганен огън и макар да е достигнала до предните позиции на противника, след контраатаки е принудена да се отдръпне с големи загуби. Приморският полк и 35-и и 36-и полкове също не са напреднали съществено. Организираните контраатаки на противника нямат съществен успех. Те са отразени, но намаляват темповете на напредването.

#### 20 октомври
Бой при западната група
Още през нощта към 2 часа няколко неприятелски дружини пълзешком достигат позицията на 41 полк. Атакуващата група своевременно е разкрита и отблъсната с големи загуби за противника. Полковете на Софийска дивизия и дружини от Търновския полк с ураганен огън на батареите силно разколебават противника и стремителното нападение на търновци създава паника сред отстъпващите. Това отстъпление се превръща в паническо. Противникът не е успял да организира отпор и така е заета тяхната главна отбранителна линия. Софийската дивизия заема главната отбранителна позиция по линията Дунав-Сапата Баца и възвишенията западно от с. Кокарджа.
Турският корпус започва настъпление към 8 часа и завладява предните позиции, след което продължава да преследва противника. Командването на корпуса не се е възползвало от дезорганизираното отстъпление и спира напредването на корпуса, за да се проведе артилерийска подготовка.
В южния край на позицията на западната група, IV Преславска дивизия, без да дочака пристигането на 31-ви Варненски полк и настъпването на 36-и Козлодуйски полк, преминава в решително настъпление в 15 часа. В някои участъци с бой на нож противникът е изтласкан и така преславци застават във фланг и в тил на общото неприятелско разположение. Това наложило през нощта противниковите позиции в с. Османча и с. Едилкьой да бъдат напуснати. В боевете през деня са пленени 24 офицери и 2800 войници от 61-ва и 115-а руски дивизии.
Бой при източната група
Атаката на Конната дивизия и натиска на пехотата е така силен, че в 9 часа и 30 минути са превзети селата Тузла, Чатмалар и Карлъ. Противникът прави опит с прегрупиране на разбитите части и ураганен огън да намали темповете на атаката. С малко намалено темпо, части от Ловчански полк и Конната дивизия напредват и заплашват фланга на неприятелската група при Топра Хисар, застрашена и притисната от север от IV Преславска дивизия, напредваща към с. Кубадин.
217-а германска дивизия води упорит бой за завладяване на противниковата позиция пред Топра Хисар. Бавно напредва и немската Бригада Боде, като е успяла да премине само 800 метра. Сборната дивизия напредва бавно под силен артилерийски обстрел. 35-и и 36-и полкове поради слабата си артилерия са изпълнили разпореждането за достигане на позициите едва към 11 часа. На тази позиция въпреки личното участие на командващия Макензен и тактиката му това да бъде направлението на главния удар, атаката се повежда с бавни темпове и много силно противопоставяне от противниковата страна.

#### 21 октомври
Бой при Западната група
Западната настъпателна група в устремни атаки разколебава защитата на противника. Особено активна е IV Преславска дивизия. Въпреки ураганния артилерийски и пушечен огън, преславци намиращи се близо до с. Кубадин в упорит бой от 10 часа успяват да изтласкат противника едва към 17 часа. За това време реално са преминати с бой три-четири километра. Така Кубадин – възел на шосета и пътища към Меджидие, Черна вода и Кюстенджа е открит. Разбитите противникови части са разделени на две и са заплашени техните крила от атака по фланг и тил. Натискът на III армия навсякъде по фронта е толкова силен, че противникът след пробива при Кубадин напуска позициите си и се оттегля на север.
Бой при Източната група
Съгласно заповедта за деня Конната дивизия трябва да завладее височините северно от пътя с. Текир гьол – с. Абдула, а с по-малка част от състава си да съдейства разбиването на противника с Бригада Боде и 217 германска дивизия. В изпълнението на този план през нощта 2-ри тежки артилерийски полк се изнася и заема позиция напред в северна посока. Лява колона, състояща се от 16-и Ловчански полк и 11-и Маршев полк, атакуват стремително и заемат позиции източно от село Мулчьова. Неприятелят се отдръпва и с това се отваря „прозорец“ за атака на конницата на ген. Колев в направление към гр. Кюстенджа. Въпреки контраатаките на противника с подкрепата на артилерия към 12 часа с. Мулчьова е превзето от пехотата и с това и заплашен фланга и тила на руско-румънските войски при с. Топра Хисар. До това време Конната дивизия превзема с. Текир гьол и се съединява с дясната колона атакувала провлака. Оказвайки упорита съпротива противникът не напуска позициите си в с. Топра Хисар, въпреки натиска от 217 германска дивизия и Бригада Боде. Слабо повредената укрепена линия от тежката артилерия и запазената боеспособност на румънските войски е причината да се постигне успех едва след пробива на Конната дивизия и опасността от разкъсване на единната отбранителна линия и минаване в тил на защитниците.
Дясната колона не успява да развие първоначалния си успех, поради огневата подкрепа на противника от руските кораби. Въпреки връщането си към изходните позици, към обяд частите на дясната колона форсират провлака и се съединяват с десния фланг на Конната дивизия.
Фронтът пред Сборната дивизия е напуснат от защитниците си. На разпореденото преследване на противника от ген. Кантарджиев 36-и Козлодуйски полк преминава през с. Аджемлер, а 35 Врачански минава с. Османча и продължава да настъпва на север. 35-и полк достига на 600 крачки от телените заграждения около с. Узунлар. Само 8-и Приморски полк е задържан от неприятелска артилерия и картечен огън разположени северно от заетите позиции. Към 14 часа I бригада от Сборната дивизия превзема с. Узунлар, а части от II бригада отблъскват противника намиращ се северно от с. Османча.
Частите на Източната група за тези дни са понесли тежки загуби:
- убити 5 офицери, 7 кандидат офицери и 374 войници;
- ранени 32 офицери и 3526 войници;
- загубите на 217-а германска дивизия и Бригада „Боде“ не са известни.

## Руска корабна артилерия
Отрядът руски бойни кораби в румънското пристанище Кюстенджа се включва активно във водените сухопътни военни операции в приморския район, като оказва артилерийска подкрепа срещу българските позиции. За периода от 20.09 до 15 октомври 1916 г. обстрелването на българските позиции, разположени южно от с. Тузла има систематичен характер. На 19, 27, 28 септември и от 1 до 8 и 12 октомври са нанасяни артилерийски удари от ескадрените миноносци „Капитан-лейтенант Баранов“, „Лейтенант Шестаков“, „Завидньіи“, тралчици №290, №294, №295. Обстрелите са организирани с устойчива връзка между корабите и крайбрежни армейски части за коригиране на стрелбата. Извършва се и т. нар. „безпокояща стрелба“ по площи върху позициите за морално въздействие и изтощаване на българската войска. Командирите на румънските армейски части не винаги се възползват от подкрепата на морската артилерия. Поради тяхната пасивност командващият руско-румънските войски Андрей Зайончковски разпорежда провеждането на огневи задачи да се извършва само по негови указания. Огневата подкрепа от корабите съществено затруднява българските атаки. Когато III армия преследва разбитите противникови части на 21 и 22 октомври, руският линеен кораб „Ростислав“ с мощната си артилерия (четири 254 мм и осем 152 мм оръдия), участва в защитата на укрепената линия на левия фланг на руско-румънската армия и противодейства завладяването на крайбрежния район и гр. Кюстенджа.

## Резултати
След победата при Кубадин българските и съюзническите войски продължават успешното си настъпление на север. Конната дивизия напредва покрай Черно море. Вляво и зад нея настъпват Сборната и 217-а германска дивизия. Преславската дивизия напредва към Меджидие, а Софийската заедно с VI турски корпус – към Черноводската предмостна крепост. Енергичното настъпление не позволява на съглашенското командване да използва новодошлите подкрепления (4-ти сибирски корпус и 3-та стрелкова руска дивизия) за нов обрат в бойните действия. На 22 октомври българите влизат в Кюстенджа, след три дни – в Черна вода, а на 26 октомври – и в Хърсово. На 27 октомври офанзивата е спряна на линията Бонасчик – Ташавлу от стратегически съображения – по-голямата част от Трета армия е прехвърлена на запад, за да форсира Дунав при Свищов и да вземе участие в операциите, довели до превземането на Букурещ в началото на декември. Месец по-късно, през януари 1917 г., руско-румънските войски са изтласкани окончателно от Добруджа.

## В литературата
На сраженията на Кубадинската позиция са посветени редица литературни произведения предимно на участници в събитията или автори, посетили мястото на сраженията непосредствено след събитията. В края на 1916 година Йордан Йовков публикува „В Кубадин“ и „Кръстопът“.

Артилерийският офицер в Първа Софийска дивизия Сава Стоянович също описва преживяното на Кубадинската позиция. За боевете на 20 октомври той обобщава:
| „ | Най-после днес мръднахме и ги откъртихме, ама здраво... Това бе втора Тутраканска епопея. | “ |

Офицерът от 53 пехотен полк Иван Калайджиев посвещава на събитията при Кубадин едно от своите „писма от фронта“. Преди първата атака на позицията той е ранен от руски шрапнел в крака.
В едно от най-преиздаваните произведения на българската военна мемоаристика – „Един от Първа дивизия“ на Георги Георгиев е отделено внимание на септемврийските боеве пред Кубадинската позиция. На 19 септември Георгиев е ранен.